# Hemilamprops lotusae
Hemilamprops lotusae är en kräftdjursart som beskrevs av Mihai Bacescu 1969. Hemilamprops lotusae ingår i släktet Hemilamprops och familjen Lampropidae. Inga underarter finns listade i Catalogue of Life.